# Einar Lönnberg
Axel Johann Einar Lönnberg (ur. 24 grudnia 1865, zm. 21 listopada 1942) – szwedzki zoolog. W latach 1904–1932 był szefem działu kręgowców Szwedzkiego Muzeum Historii Naturalnej w Sztokholmie.